# Premi Strega Europeu
El Premi Strega Europeu (italià: Premio Strega Europeo) és un premi literari anual que es dona a una novel·la en traducció italiana d'un autor europeu que ha rebut el reconeixement nacional al seu país d'origen. Establert el 2014, s'administra, com el prestigiós Premi Strega per a la literatura italiana, per la Fundació Maria i Goffredo Bellonci.

## Guanyadors
- 2014 – Marcos Giralt Torrente, Il tempo della vita (Tiempo de vida), traduït del castellà per Pierpaolo Marchetti
- 2015 – Katja Petrowskaja, Forse Esther (Vielleicht Esther), traduït de l'alemany Ada Vigliani
- 2016 – Annie Ernaux, Gli anni (Les années), traduït del francès per Lorenzo Flabbi
- 2017 – Jenny Erpenbeck, Voci del verbo andare (Gehen, ging, gegangen), traduït de l'alemany per Ada Vigliani
- 2018 - Fernando Aramburu, Patria, traduïda del castellà per Bruno Arpaia[2]